# 정 두고 가지마
"정 두고 가지마"는 1968년 공개된 대한민국의 영화이다.

## 배역
- 최무룡
- 김지미
- 여운계
- 김희갑
- 정민
- 전상철
- 전양자
- 전계현
- 조미령